# Brian Aldiss
Brian Wilson Aldiss (Dereham, 18 augustus 1925 – Oxford, 19 augustus 2017) was een Brits sciencefictionschrijver. Hij schreef boeken onder de naam Brian W. Aldiss of simpelweg Brian Aldiss.

## Loopbaan
Tijdens de Tweede Wereldoorlog was Aldiss in Birma gelegerd en daarna werkte hij als boekhandelaar in Oxford. Naast korte SF-verhalen voor verschillende tijdschriften, schreef hij korte verhalen voor een tijdschrift van boekhandelaren over het leven in een denkbeeldige boekhandel. Dit trok de aandacht van de uitgever Faber and Faber en resulteerde in zijn eerste boek The Brightfount Diaries (1955), een verzameling van de boekhandelstukken.
Na publicatie van zijn eerste SF-boek Space, Time and Nathaniel (1957) wijdde hij zich geheel aan het schrijven. Tijdens de Worldcon van 1958 werd hij uitverkozen tot meest belovende nieuwe auteur en in 1960 werd hij voorzitter van de British Science Fiction Association. Gedurende de jaren 60 was hij literair redacteur bij de krant Oxford Mail.
Aldiss was niet alleen met zijn eigen werk zeer succesvol, maar ook als samensteller van bloemlezingen. Vooral een serie voor Penguin Books, gebundeld als The Penguin Science Fiction Omnibus (1973) kende meerdere herdrukken. Ook Space Opera (1974), Space Odysseys (1975), Galactic Empires (1976), Evil Earths (1976), en Perilous Planets (1978) kenden een goede ontvangst.
Het boek Frankenstein Unbound werd verfilmd door Roger Corman (1990). Het verhaal Supertoys Last All Summer Long vormde de basis voor de film AI (2001) van Steven Spielberg.
Aldiss won de Hugo Award voor het korte verhaal Hothouse in 1962. In 1965 verdiende hij de Nebula Award met de novelle  The Saliva Tree. Zijn eerste BSFA Award kreeg hij in 1971 voor de roman The Moment of Eclipse. De John W. Campbell Memorial Award en de BSFA Award werden hem in 1983 toegekend voor  Helliconia Spring en in 1985 won Helliconia Winter hem nog een BSFA Award. Met Trillion Year Spree kreeg hij in 1987 zijn tweede Hugo, de vierde BSFA Award en de Locus Award voor beste non-fictie boek.
In 1999 ontving hij de Nebula Grand Master Award van de Science Fiction and Fantasy Writers of America.
Brian Aldiss overleed in 2017 één dag na zijn 92e verjaardag.